# Флоровская, Вера Николаевна
Вера Николаевна Флоровская (9 [22] февраля 1912, Санкт-Петербург — 22 января 2018, Москва, Россия) — советский учёный-геолог, геохимик, доктор геолого-минералогических наук, специалист по геохимическим методам поиска месторождений нефти и газа, минералогии и геохимии углеродистых веществ.

## Биография
Родилась 9 (22) февраля 1912 года в  Санкт-Петербурге в семье служащих.
В 1938 году окончила Всесоюзный заочный индустриальный институт при Ленинградском горном институте.
В 1938—1941 годах — научный сотрудник музея Ленинградского горного института.
В 1941—1944 годах руководила отделом люминесцентной битуминологии ЦНИЛ Татгеолтреста Наркомнефти СССР.
В 1944—1946 годах — старший научный сотрудник Московского нефтяного института им. Губкина.
Кандидат геолого-минералогических наук (1946).
С мая 1946 года рабомала в МГУ — ассистентом, доцентом (1948), профессором. Читала курсы «Минералогия и геохимия горючих ископаемых», «Геохимические методы поисков месторождений нефти и газа», «Люминесцентно-битуминологический метод изучения нефтей и битумов».
В 1953 году защитила докторскую диссертацию по теме «Люминесцентно-битуминологический метод и его применение в нефтяной геологии».
В 1961—1968 годах — заведующая лабораторией люминесцентно-битуминологических исследований кафедры геологии и геохимии горючих ископаемых, геологический факультет МГУ.
В 1968—1972 годах — заведующая межфакультетской лабораторией люминесцентных исследований природных углеродистых веществ.
В 1972 году, по приглашению М. А. Глазовской работала на кафедре геохимии ландшафтов и географии почв, где они создали новое научное направление — влияние добычи и транспортировки нефти и газа на окружающую среду.
В 1972—1987 годах — заведующая лабораторией люминесцентных исследований кафедры геохимии ландшафтов и географии почв, географический факультет МГУ.
В 1987 году вышла на пенсию.
Скончалась 22 января 2018 года в Москве, на 106-м году жизни.

## Членство в организациях
- Всесоюзное минералогическое общество.
- Научный совет АН СССР по проблеме «Эволюционная биохимия и происхождение жизни на Земле».